# Tripla corona dello snooker
La Tripla Corona dello snooker è una serie dei tre più grandi tornei di snooker, ovvero lo UK Championship, il Masters di Londra e il Campionato mondiale.

## Storia

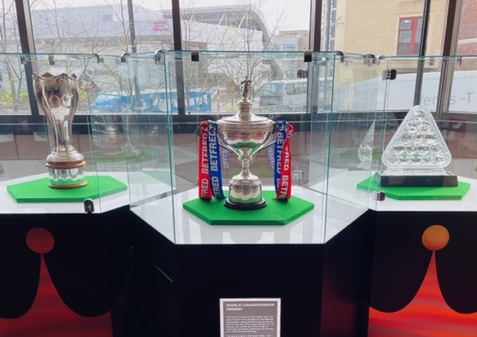
I trofei Triple Crown, da sinistra a destra: trofeo UK Championship, trofeo World Snooker Championship, trofeo Masters.

La storia della Tripla Corona dello snooker ha inizio nella stagione 1968-1969, la prima della storia di questo sport. Dalla stagione 1974-1975 è entrato a far parte il Masters, mentre dalla 1977-1978 si disputa anche lo UK Championship.
Sei anni dopo fu introdotto un evento su invito non classificato, il Masters; c'erano 10 concorrenti nel Masters inaugurale nel 1975, poi aumentati a 16 giocatori.
Nel 1977 fu creato il campionato britannico. Originariamente riservato ai residenti britannici e ai titolari di passaporto, il torneo è stato aperto a tutti i professionisti nel 1984 ed è diventato anche un evento di classifica.
Patsy Fagan ha vinto il Campionato del Regno Unito nel 1977, nella sua unica finale Triple Crown. Nella stagione 1980-81, Steve Davis ha vinto sia il campionato del Regno Unito che il campionato del mondo, ed è stato il primo giocatore a completare la carriera Triple Crown quando ha vinto il Masters la stagione successiva.
Gli eventi Triple Crown sono talvolta indicati come i "tre grandi eventi della BBC", poiché sono stati trasmessi dalla British Broadcasting Corporation sin dall'inizio.
Gli eventi Triple Crown sono considerati i titoli di biliardo più prestigiosi e storicamente hanno offerto il maggior premio in denaro.

## Albo d'oro
Tra parentesi sono indicati rispettivamente il numero di vittoria nel torneo e il numero di vittoria tra tutti e tre.
| Stagione  | UK Championship          | The Masters              | Campionato mondiale      |
| --------- | ------------------------ | ------------------------ | ------------------------ |
| 1968-1969 | Non disputato            | Non disputato            | John Spencer (1/4)       |
| 1969-1970 | Non disputato            | Non disputato            | Ray Reardon (1/1)        |
| 1970-1971 | Non disputato            | Non disputato            | John Spencer (2/4)       |
| 1971-1972 | Non disputato            | Non disputato            | Alex Higgins (1/5)       |
| 1972-1973 | Non disputato            | Non disputato            | Ray Reardon (2/2)        |
| 1973-1974 | Non disputato            | Non disputato            | Ray Reardon (3/3)        |
| 1974-1975 | Non disputato            | John Spencer (3/4)       | Ray Reardon (4/4)        |
| 1975-1976 | Non disputato            | Ray Reardon (1/5)        | Ray Reardon (5/6)        |
| 1976-1977 | Non disputato            | Doug Mountjoy (1/3)      | John Spencer (4/4)       |
| 1977-1978 | Patsy Fagan (1/1)        | Alex Higgins (2/5)       | Ray Reardon (6/7)        |
| 1978-1979 | Doug Mountjoy (2/3)      | Perrie Mans (1/1)        | Terry Griffiths (1/3)    |
| 1979-1980 | John Virgo (1/1)         | Terry Griffiths (2/3)    | Cliff Thorburn (1/4)     |
| 1980-1981 | Steve Davis (1/1)        | Alex Higgins (3/5)       | Steve Davis (1/2)        |
| 1981-1982 | Steve Davis (2/3)        | Steve Davis (1/4)        | Alex Higgins (4/5)       |
| 1982-1983 | Terry Griffiths (3/3)    | Cliff Thorburn (1/2)     | Steve Davis (2/5)        |
| 1983-1984 | Alex Higgins (2/18)      | Jimmy White (1/1)        | Steve Davis (3/6)        |
| 1984-1985 | Steve Davis (3/7)        | Cliff Thorburn (2/3)     | Dennis Taylor (1/1)      |
| 1985-1986 | Steve Davis (4/8)        | Dennis Taylor (1/2)      | Joe Johnson (1/1)        |
| 1986-1987 | Steve Davis (5/9)        | Alex Higgins (3/6)       | Steve Davis (4/10)       |
| 1987-1988 | Steve Davis (6/11)       | Steve Davis (2/12)       | Steve Davis (5/13)       |
| 1988-1989 | Doug Mountjoy (2/3)      | Stephen Hendry (1/1)     | Steve Davis (6/14)       |
| 1989-1990 | Stephen Hendry (1/2)     | Stephen Hendry (2/3)     | Stephen Hendry (1/4)     |
| 1990-1991 | Stephen Hendry (2/5)     | Stephen Hendry (3/6)     | John Parrott (1/1)       |
| 1991-1992 | John Parrott (1/2)       | Stephen Hendry (4/7)     | Stephen Hendry (2/8)     |
| 1992-1993 | Jimmy White (1/2)        | Stephen Hendry (5/9)     | Stephen Hendry (3/10)    |
| 1993-1994 | Ronnie O'Sullivan (1/1)  | Alan McManus (1/1)       | Stephen Hendry (4/11)    |
| 1994-1995 | Stephen Hendry (3/12)    | Ronnie O'Sullivan (1/2)  | Stephen Hendry (5/13)    |
| 1995-1996 | Stephen Hendry (4/14)    | Stephen Hendry (6/15)    | Stephen Hendry (6/16)    |
| 1996-1997 | Stephen Hendry (5/17)    | Steve Davis (3/15)       | Ken Doherty (1/1)        |
| 1997-1998 | Ronnie O'Sullivan (2/3)  | Mark Williams (1/1)      | John Higgins (1/1)       |
| 1998-1999 | John Higgins (1/2)       | John Higgins (1/3)       | Stephen Hendry (7/18)    |
| 1999-2000 | Mark Williams (1/2)      | Matthew Stevens (1/1)    | Mark Williams (1/3)      |
| 2000-2001 | John Higgins (2/4)       | Paul Hunter (1/1)        | Ronnie O'Sullivan (1/4)  |
| 2001-2002 | Ronnie O'Sullivan (3/5)  | Paul Hunter (2/2)        | Peter Ebdon (1/1)        |
| 2002-2003 | Mark Williams (2/4)      | Mark Williams (2/5)      | Mark Williams (2/6)      |
| 2003-2004 | Matthew Stevens (1/2)    | Paul Hunter (3/3)        | Ronnie O'Sullivan (2/6)  |
| 2004-2005 | Stephen Maguire (1/1)    | Ronnie O'Sullivan (2/7)  | Shaun Murphy (1/1)       |
| 2005-2006 | Ding Junhui (1/1)        | John Higgins (2/5)       | Graeme Dott (1/1)        |
| 2006-2007 | Peter Ebdon (1/2)        | Ronnie O'Sullivan (3/8)  | John Higgins (2/6)       |
| 2007-2008 | Ronnie O'Sullivan (4/9)  | Mark Selby (1/1)         | Ronnie O'Sullivan (3/10) |
| 2008-2009 | Shaun Murphy (1/2)       | Ronnie O'Sullivan (4/11) | John Higgins (3/7)       |
| 2009-2010 | Ding Junhui (2/2)        | Mark Selby (2/2)         | Neil Robertson (1/1)     |
| 2010-2011 | John Higgins (3/8)       | Ding Junhui (1/3)        | John Higgins (4/9)       |
| 2011-2012 | Judd Trump (1/1)         | Neil Robertson (1/2)     | Ronnie O'Sullivan (4/12) |
| 2012-2013 | Mark Selby (1/3)         | Mark Selby (3/4)         | Ronnie O'Sullivan (5/13) |
| 2013-2014 | Neil Robertson (1/3)     | Ronnie O'Sullivan (5/14) | Mark Selby (1/5)         |
| 2014-2015 | Ronnie O'Sullivan (5/15) | Shaun Murphy (1/3)       | Stuart Bingham (1/1)     |
| 2015-2016 | Neil Robertson (2/4)     | Ronnie O'Sullivan (6/16) | Mark Selby (2/6)         |
| 2016-2017 | Mark Selby (7/9)         | Ronnie O'Sullivan (7/17) | Mark Selby (8/9)         |
| 2017-2018 | Ronnie O'Sullivan (6/18) | Mark Allen (1/2)         | Mark Williams (7/7)      |
| 2018-2019 | Ronnie O'Sullivan (7/19) | Judd Trump (1/4)         | Judd Trump (1/4)         |
| 2019-2020 | Ding Junhui (3/4)        | Stuart Bingham (1/2)     | Ronnie O'Sullivan (6/20) |
| 2020-2021 | Neil Robertson (3/5)     | Yan Bingtao (1/1)        | Mark Selby (9/9)         |
| 2021-2022 | Zhao Xintong (1/1)       | Neil Robertson (2/6)     | Ronnie O'Sullivan (7/21) |
| 2022-2023 | Mark Allen (1/2)         | Judd Trump (2/4)         | Luca Brecel (1/1)        |
| 2023-2024 | Ronnie O'Sullivan (8/22) | Ronnie O'Sullivan (8/23) |                          |

## Statistiche

### Vincitori
| N° | Giocatore         | Campionato mondiale | UK Championship | The Masters | Totale |
| -- | ----------------- | ------------------- | --------------- | ----------- | ------ |
| 1  | Ronnie O'Sullivan | 7                   | 8               | 8           | 23     |
| 2  | Stephen Hendry    | 7                   | 5               | 6           | 18     |
| 3  | Steve Davis       | 6                   | 6               | 3           | 15     |
| 4  | John Higgins      | 4                   | 3               | 2           | 9      |
| 5  | Mark Selby        | 4                   | 2               | 3           | 9      |
| 6  | Ray Reardon       | 6                   | 0               | 1           | 7      |
| 7  | Mark Williams     | 3                   | 2               | 2           | 7      |
| 8  | Neil Robertson    | 1                   | 3               | 2           | 6      |
| 9  | Alex Higgins      | 2                   | 1               | 2           | 5      |
| 10 | John Spencer      | 3                   | 0               | 1           | 4      |
| 11 | Cliff Thorburn    | 1                   | 0               | 3           | 4      |
| 12 | Ding Junhui       | 0                   | 3               | 1           | 4      |
| 13 | Terry Griffiths   | 1                   | 1               | 1           | 3      |
| 14 | Paul Hunter       | 0                   | 0               | 3           | 3      |
| 15 | Shaun Murphy      | 1                   | 1               | 1           | 3      |
| 16 | Judd Trump        | 1                   | 1               | 1           | 3      |
| 17 | Doug Mountjoy     | 0                   | 2               | 1           | 3      |
| 18 | Jimmy White       | 0                   | 1               | 1           | 2      |
| 19 | Dennis Taylor     | 1                   | 0               | 1           | 2      |
| 20 | John Parrott      | 1                   | 1               | 0           | 2      |
| 21 | Matthew Stevens   | 0                   | 1               | 1           | 2      |
| 22 | Peter Ebdon       | 1                   | 1               | 0           | 2      |
| 23 | Stuart Bingham    | 1                   | 0               | 1           | 2      |
| 24 | Patsy Fagan       | 0                   | 1               | 0           | 1      |
| 25 | John Virgo        | 0                   | 1               | 0           | 1      |
| 26 | Perrie Mans       | 0                   | 0               | 1           | 1      |
| 27 | Joe Johnson       | 1                   | 0               | 0           | 1      |
| 28 | Alan McManus      | 0                   | 0               | 1           | 1      |
| 29 | Ken Doherty       | 1                   | 0               | 0           | 1      |
| 30 | Stephen Maguire   | 0                   | 1               | 0           | 1      |
| 31 | Graeme Dott       | 1                   | 0               | 0           | 1      |
| 32 | Mark Allen        | 0                   | 1               | 1           | 2      |
| 33 | Yan Bingtao       | 0                   | 0               | 1           | 1      |
| 34 | Zhao Xintong      | 0                   | 1               | 0           | 1      |

### Vincitori per nazione
| N° | Nazione          | Campionato mondiale | UK Championship | The Masters | Totale |
| -- | ---------------- | ------------------- | --------------- | ----------- | ------ |
| 1  | Inghilterra      | 26                  | 21              | 21          | 68     |
| 2  | Scozia           | 12                  | 9               | 9           | 30     |
| 3  | Galles           | 10                  | 6               | 6           | 22     |
| 4  | Irlanda del Nord | 3                   | 1               | 4           | 8      |
| 5  | Australia        | 1                   | 3               | 2           | 6      |
| 6  | Cina             | 0                   | 4               | 2           | 6      |
| 7  | Canada           | 1                   | 0               | 3           | 4      |
| 8  | Irlanda          | 1                   | 1               | 0           | 2      |
| 9  | Sudafrica        | 0                   | 0               | 1           | 1      |